# Ieke van den Burg
Ieke van den Burg (Apeldoorn, 6 marzo 1952 – Amsterdam, 28 settembre 2014) è stata una politica olandese.
Esponente del Partito del Lavoro, fu eletta al Parlamento europeo alle elezioni del 1999 e a quelle del 2004, terminando l'incarico di europarlamentare nel 2009.